# 1933年のスポーツ

## 総合競技大会
- 第3回国際学生冬季競技大会（イタリア・バルドネキア・1月29日～2月5日）
- 第6回国際学生競技大会（イタリア・トリノ・9月1日～10日）

- 第7回明治神宮体育大会（夏季 - 9月30日～10月1日、秋季 - 10月27日～11月3日）

## アイスホッケー
- スタンレーカップ決勝（1932-1933シーズン）
ニューヨーク・レンジャース （3勝1敗） トロント・メープルリーフス

## アメリカンフットボール
- NFLチャンピオンシップゲーム（12月17日）
シカゴ・ベアーズ（西地区） 23-21 ニューヨーク・ジャイアンツ（東地区）

## 大相撲
できごと
- この年から、天竜三郎たちの関西角力協会の存在を意識して、関西地方で行っていた本場所を廃止、東京のみの年2回開催とする。
- 春場所前に、前年の春秋園事件で脱退した力士たちのうち、半数近くが復帰したので、春場所番付では、「別席」として別立ての番付を発表した。「別席」力士には序列がつかなかったので、十両では別席同士の綾曻と番神山とが同点で並び、初の優勝決定戦が行われた。

幕内最高優勝
- 春（1月13日初日、両国国技館）:別席 男女ノ川登三（11戦全勝）
- 夏（5月12日初日、両国国技館）:東横綱 玉錦三右衛門（10勝1敗）

十両優勝
- 春:綾曻竹藏（10勝1敗）
- 夏:銚子灘伝右エ門（10勝1敗）

## ゴルフ

### 世界4大大会（男子）
- 全米オープン優勝者：ジョニー・グッドマン（アメリカ）
- 全英オープン優勝者：デニー・シュート（アメリカ）
- 全米プロゴルフ優勝者：ジーン・サラゼン（アメリカ）

## 自転車競技

### ロードレース
- 第21回ジロ・デ・イタリア
総合優勝：アルフレッド・ビンダ（イタリア）
- 第27回ツール・ド・フランス
総合優勝：ジョルジュ・スペシェール（フランス）

## テニス

### グランドスラム
- 全豪選手権　男子単優勝：ジャック・クロフォード（オーストラリア）、女子単優勝：ジョーン・ハーティガン（オーストラリア）
- 全仏選手権　男子単優勝：ジャック・クロフォード（オーストラリア）、女子単優勝：マーガレット・スクリブン（イギリス）
- ウィンブルドン　男子単優勝：ジャック・クロフォード（オーストラリア）、女子単優勝：ヘレン・ウィルス・ムーディ（アメリカ）
- 全米選手権　男子単優勝：フレッド・ペリー（イギリス）、女子単優勝：ヘレン・ジェイコブス（アメリカ）

イギリスの「デーリー・テレグラフ」紙の選考による当時の男子世界ランキングで、1位ジャック・クロフォード、2位フレッド・ペリーに続き、日本の佐藤次郎が3位にランクされる。佐藤は全仏選手権の準々決勝でペリーを破り、ウィンブルドン選手権でも2年連続の準決勝に進出した。ウィンブルドンの男子ダブルスでは布井良助とペアを組んで準優勝。

## 野球

### 日本

#### 東京大学野球
- 年間1シーズン制を採用（翌年まで）、立大が11勝3敗1分で優勝。
  - 10月1日 - 早立3回戦で「宵越試合」。
  - 10月22日 - 早慶3回戦で「リンゴ事件」起こる。

#### 高専野球
- 第10回全国高等専門学校野球大会決勝（阪神甲子園球場・7月24日）
  - 優勝：横浜高商　準優勝：松山高商

#### 中等野球
- 第10回選抜中等学校野球大会決勝（阪神甲子園球場・4月9日）
岐阜商業（岐阜県） 1-0 明石中学（兵庫県）
- 第19回全国中等学校優勝野球大会決勝（阪神甲子園球場・8月20日）
中京商業（愛知県） 2-1 平安中学（京都府）

### アメリカ大リーグ
- ワールドシリーズ
ニューヨーク・ジャイアンツ（ナ・リーグ） （4勝1敗） ワシントン・セネターズ

## ラグビー
- 1月3日 - 早大が初の全国制覇達成（花園、早大27 - 3同大）

## 誕生
- 1月29日 - 宇佐美徹也（栃木県、野球、+2009年）
- 2月26日 - 渡辺省三（愛媛県、野球、+1998年）
- 3月13日 - ロベルト・バルボン（キューバ、野球）
- 3月13日 - 山本理（栃木県、野球）
- 3月20日 - ジョージ・アルトマン（アメリカ、野球）
- 4月11日 - 中西太（香川県、野球）
- 4月26日 - 宮本敏雄（アメリカ、野球）
- 5月7日 - ジョニー・ユナイタス（アメリカ、アメリカンフットボール）
- 6月10日 - 土井淳（岡山県、野球）
- 6月15日 - 松本善登（島根県、競馬、+1981年）
- 6月20日 - ジャン・ボアトー（フランス、水泳）
- 7月14日 - 河西昌枝（山梨県、バレーボール）
- 7月26日 - 吉田義男（京都府、野球）
- 8月1日 - 金田正一（愛知県、野球）
- 8月18日 - ジュスト・フォンテーヌ（モロッコ→フランス、サッカー）
- 8月23日 - 三浦方義（青森県、野球）
- 8月29日 - 栃光正之（熊本県、相撲、+1977年）
- 8月30日 - 河村英文（大分県、野球、+2005年）
- 9月4日 - 森下整鎮（福岡県、野球）
- 9月11日 - ニコラ・ピエトランジェリ（イタリア、テニス）
- 10月3日 - ニール・フレーザー（オーストラリア、テニス）
- 10月28日 - ガリンシャ（ブラジル、サッカー、+1983年）
- 11月11日 - 池田敬子（広島県、体操）
- 11月11日 - 中井光雄（滋賀県、競輪）

## 死去
- 1月9日 - ダフネ・アクハースト（オーストラリア、テニス、*1903年）
- 5月9日 - ジョン・アーサー・ジャービス（イギリス、水泳、*1872年）
- 6月2日 - フランク・ジャービス（アメリカ、陸上競技、*1878年）
- 7月28日 - 西ノ海嘉治郎 (3代)（鹿児島県、相撲、*1890年）
- 9月30日 - 沖ツ海福雄（福岡県、相撲、*1910年）